# كلب قرطبة المقاتل

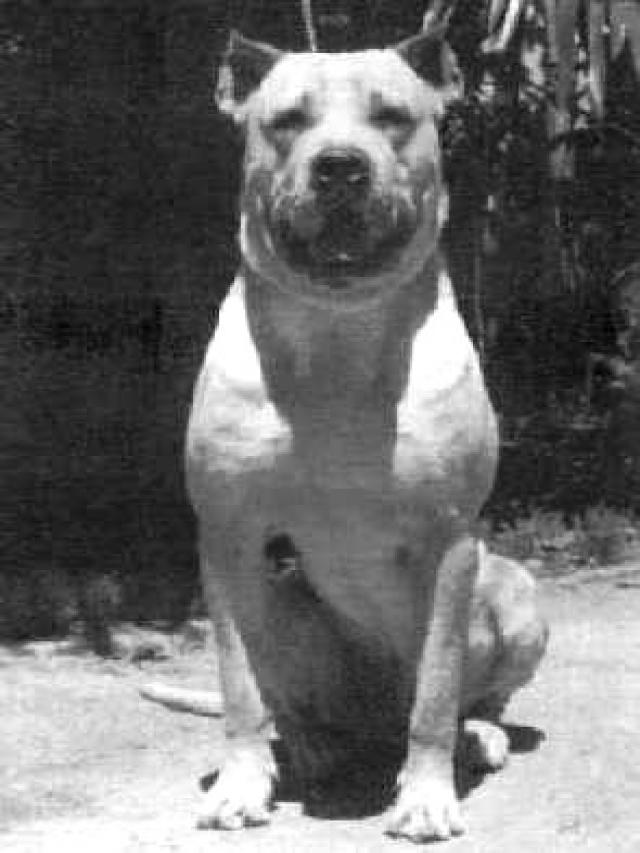

كلب قرطبة المقاتل. هو نوع سلالة كلاب القتال منقرضة من قرطبة (الأرجنتين). أصل تكاثره مشتركة بين سلالات مختلفة؛ كلب البوكسر وبلدغ وبول ترير والماستيف الانجليزى. دوجو أرجنتينو مشتق مباشرة من هذا الصنف.